# Luigi Gonzaga

Wappen des Luigi Gonzaga als Herzog von Rethel und Nevers

Luigi Gonzaga (auch Ludovico, * 22. Oktober 1539; † 23. Oktober 1595 in Nesle) war ein italienischer Adliger aus dem Hause Gonzaga sowie durch Ehe Herzog von Nevers und Graf, später Herzog von Rethel.
Er war der vierte Sohn des Herzogs Federico II. Gonzaga von Mantua und Montferrat.
Er heiratete am 4. März 1565 Henriette de Clèves (* 31. Oktober 1542; † 24. Januar 1601), Tochter des Herzogs François I. de Clèves, Duc de Nevers. Da der Vater 1562 gestorben war und seine beiden Söhne (Franz II. und Jakob) 1562 und 1564 ebenfalls und ohne Nachkommen zu hinterlassen gestorben waren, war Henriette zum Zeitpunkt ihrer Hochzeit die Erbin ihres Vaters.
Aus dem Recht seiner Gattin erhielt er somit 1565 das Herzogtum Nevers sowie die Grafschaft Rethel, welche 1581 durch Heinrich III. von Frankreich ebenfalls zum Herzogtum erhoben wurde. Mit Henriette hatte Luigi fünf Kinder:
- Caterina Gonzaga (* 21. Januar 1568; † 1. Dezember 1629), ⚭ 28. Februar 1588 Henri I. d’Orléans-Longueville (* 1568; † 1595) (Haus Orléans-Longueville)[1]
- Enrietta Gonzaga (* 3. September 1571; † 1601), ⚭ 1599 Henri de Lorraine, duc de Mayenne (* 1578; † 1621)
- Federico Gonzaga (* 11. März 1573; † 22. April 1574), Erbprinz
- Francesco Gonzaga (* 17. September 1576; † 13. Juni 1580), Erbprinz
- Carlo I. Gonzaga (* 6. Mai 1580; † 22. September 1637), seit 1595 Herzog von Nevers und Rethel, ⚭ Februar 1599 Katharina (* 1585; † 1618), Tochter des Charles II. de Lorraine, duc de Mayenne